# Kitamoto
Kitamoto (北本市 -shi) é uma cidade japonesa localizada na província de Saitama.
Em 2003 a cidade tinha uma população estimada em 70 237 habitantes e uma densidade populacional de 3 540,17 h/km². Tem uma área total de 19,84 km².
Recebeu o estatuto de cidade a 3 de Novembro de 1971.